# Гоминини
Гоминини, или хоминини (лат. Hominini) — триба подсемейства гоминины семейства гоминиды.

## Описание
В трибу гоминини традиционно включают людей, шимпанзе, их вымерших предков и ещё несколько ископаемых родов, среди которых:
- Австралопитек / Кениапитек;
- Парантроп;
- Ардипитек (спорно)[1];
- Сахелантроп (спорно)[1];
- Оррорин (спорно)[1].

Иногда австралопитеков вместе с парантропами выделяют в подтрибу австралопитецина (Australopithecina) в трибе гоминини.
Имеются и альтернативные подходы к составу таксона; так, Моррис Гудмен в своей неординарной классификации приматов также относит к трибе гоминини горилл, включая их в подтрибу гоминина, и орангутанов, выделяя их в подтрибу понгина (Pongina).
Антрополог Фолькер Зоммер отметил, что генетики, сравнивающие различия между родами Homo и Pan с различиями между мужчинами и женщинами у людей, предлагают включить в род Homo и переименовать обыкновенного шимпанзе в Homo troglodytes, а карликового шимпанзе (бонобо) — в Homo paniscus.
Некоторые авторы предполагают, что диверсификация гоминин могла произойти в Восточном Средиземноморье, а на роль последнего общего предка африканских человекообразных обезьян и человека разумного может претендовать грекопитек. Николай Спассов с соавторами отмечают, что нельзя исключать положение грекопитека на стволовой линии подтрибы гоминина. Однако датировка грекопитека (7,2 млн лет назад) практически исключает его принадлежность к гоминини, поскольку, согласно генетическим данным, последние скрещивания линий человека и шимпанзе происходили вплоть до 4 млн лет назад. Серьёзно критикуется также сам подход авторов, которые пытаются указать место находки на эволюционном древе, опираясь фактически только на корни зубов.
Последний общий предок человека и шимпанзе (англ. Chimpanzee–human last common ancestor, CHLCA) был не похож на современных шимпанзе. У CHLCA руки были почти такие же как у современных Homo sapiens с относительно длинным большим пальцем, руки же шимпанзе гораздо длиннее и у́же, но вот большой палец у них не такой длинный, как у человека — шимпанзе не могут дотянуться большим пальцем до остальных пальцев, зато строение их ладоней и остальных пальцев позволяет им лазить по деревьям. «Основные» пальцы шимпанзе и орангутанов представляют собой более продвинутую, специализированную форму, приспособленную для жизни среди деревьев. Способность использовать орудия у предков человека была связана не со строением рук, а с неврологическими изменениями и эволюцией головного мозга. С развитием мозга люди научились планировать свои действия: координировать движения и осуществлять точный захват инструментов руками.